# Пудыши
Пудыши — деревня в Гагаринском районе Смоленской области России. Входит в состав Кармановского сельского поселения. Население — 23 жителя (2007 год). 
Расположена в северо-восточной части области в 31 км к северу от Гагарина, в 40 км севернее автодороги М1 «Беларусь». В 34 км южнее деревни расположена железнодорожная станция Гагарин на линии Москва — Минск. 

## История
В годы Великой Отечественной войны деревня была оккупирована гитлеровскими войсками в октябре 1941 года, освобождена 22 августа 1942 года.